# Caerphilly (Käse)

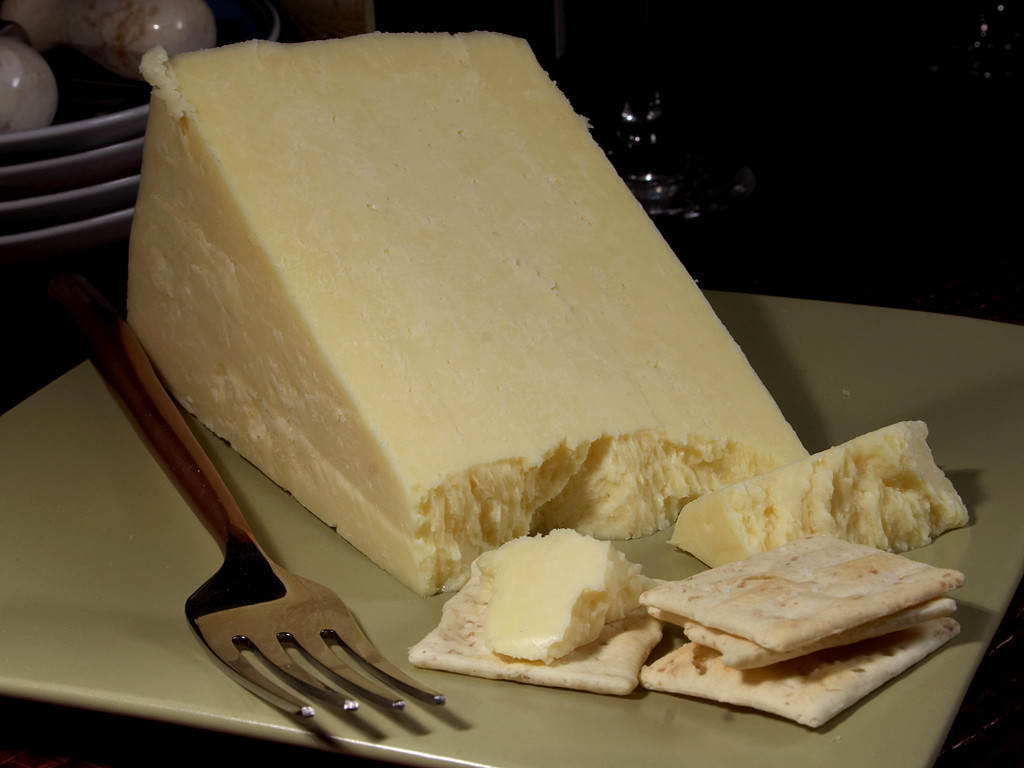
Caerphilly

Caerphilly ist ein in Wales seit dem 19. Jahrhundert hergestellter halbfester Schnittkäse. Seine Herstellung ist erstmals im Jahr 1882 im gleichnamigen Dorf Caerphilly belegt. Er wird aus Kuhmilch hergestellt, enthält 48 % Fett in der Trockenmasse und kommt gewöhnlich in Form eines runden, 3,6 kg schweren Käselaibs in den Handel. Caerphilly ist ein Crumble, ähnlich wie Cheddar, Cheshire und Wensleydale, da er von krümeliger, fester Konsistenz, cremefarben und leicht salzig ist. Im Gegensatz zu Cheddar wird er schon nach einer Reifezeit von 1 bis 3 Wochen verzehrt.